# Ubisoft Paris Mobile
Ubisoft Paris Mobile est un studio de développement de jeux vidéo mobile créé en 2013 et situé à Montreuil (Seine-Saint-Denis).

## Historique
Fondé en 2013, Ubisoft Paris Mobile est le premier studio d’Ubisoft entièrement destiné au développement de jeux mobile. 
Son premier jeu, Assassin's Creed Pirates sort en décembre 2013 et est salué pour ses graphismes et le plaisir qu'y porte un utilisateur à y jouer. Dès sa sortie, il est mis en avant sur l’App Store en tant qu’ Apple Editor’s Choice et décroche deux ans plus tard le Golden Plume Award en Chine.
Depuis 2017, le studio a recentré ses développements sur des jeux midcore-core, dont le premier projet est l’Action RPG The Mighty Quest For Epic Loot qui sort en juillet 2019. 

## Jeux développés
| TITRE                          | ANNEE | PLATE(S)-FORME(S)              |
| ------------------------------ | ----- | ------------------------------ |
| Assassin's Creed Pirates       | 2013  | iPhone, iPad, Android          |
| Chubby Kings: Penguins         | 2014  | iPhone, iPad, Android          |
| Driver Speedboat Paradise      | 2015  | iPhone, iPad, Android          |
| Rayman Classic                 | 2015  | iPhone, iPad, Android          |
| Les Schtroumpfs : Epic Run     | 2016  | iPhone, iPad, Android          |
| City of Love: Paris            | 2017  | iPhone, iPad, Android          |
| The Mighty Quest for Epic Loot | 2019  | iPhone, iPad, Android          |
| Might & Magic: Chess Royale    | 2020  | iPhone, iPad, Android, Windows |
| Wild Arena Survivors           | 2022  | iPhone, iPad, Android          |